# Опеано
Опеано (итал. Oppeano) је насеље у Италији у округу Верона, региону Венето.
Према процени из 2011. у насељу је живело 2653 становника. Насеље се налази на надморској висини од 24 м.

## Становништво
Према резултатима пописа становништва 2011. у општини је живело 9.427 становника.
| 1931. | 1936. | 1951. | 1961. | 1971. | 1981. | 1991. | 2001. | 2011. |
| ----- | ----- | ----- | ----- | ----- | ----- | ----- | ----- | ----- |
| 6.018 | 6.288 | 6.889 | 5.967 | 5.556 | 6.619 | 6.971 | 7.514 | 9.427 |

## Партнерски градови
- Montegranaro, Mereto di Tomba